# Corio (onderneming)
Corio was een in Utrecht gevestigde beursgenoteerde beleggers in retailvastgoed in Europa met als belangrijkste bezigheid retail. Medio 2014 is een overnamebod uitgebracht door het Franse vastgoedfonds Klépierre op alle aandelen Corio. Per 31 maart 2015 hield Corio op te bestaan als zelfstandige onderneming. De naam na de overname werd Klépierre.

## Geschiedenis
Het bedrijf ontstond in 2000 uit een fusie van Vastgoedfonds voor Institutionele Beleggers (VIB) en Winkel Beleggingen Nederland (WBN). VIB was opgezet in 1963 door zes verschillende pensioenfondsen; Winkel Beleggingen Nederland was de vastgoeddochter van het ABP. Een jaar na de fusie werden alle (overgebleven) activiteiten in de Verenigde Staten verkocht en richtte Corio zich alleen nog op de Europese markt. In hetzelfde jaar werd Trema, de benaming voor tien winkelcentra uit Frankrijk, Italië en Spanje, aangekocht en in 2005 werd een groot deel (46,9%) van de beursintroductie van Akmerkez GYO aangekocht, een holding die meer dan 95% van het gelijknamige grootste winkelcentrum in de Turkse stad Istanboel bezit.

## Activiteiten
Corio was actief op de vastgoedmarkt met een portefeuille van € 5,0 miljard en een pijplijn van € 1,5 miljard. Corio belegde in retail (80%), kantoren (14%) en bedrijfsruimten (4%), verdeeld over de kernlanden Nederland, Frankrijk, Italië, Spanje en Turkije. Corio was beursgenoteerd aan de Euronext Amsterdam en de Euronext Parijs.
Corio had 1,4 miljoen m² winkels en kantoren en een bedrijfsresultaat over 2004 van € 281 miljoen. Corio bezat voornamelijk winkelcentra en in mindere mate kantoren. Zij richtte zich voor 50% op de Nederlandse markt en verder richtte zij zich met name op Frankrijk (€ 910 miljoen), Italië (€ 546 miljoen) en Spanje (€ 268 miljoen). Corio had zich ook een belang van € 165 miljoen verworven in het winkelcentrum Akmerkez in Istanboel.
Top-10 belangrijkste winkelcentra in de portefeuille van Corio - waarde in miljoen euro - waren:
- Hoog Catharijne (Utrecht, 375)
- Grand Littoral (Marseille, Frankrijk, 350)
- Shopville Le Gru (Turijn, Italië, 327)
- Campania (Marcianise, Italië, 297)
- Grand'Place (Grenoble, Frankrijk, 274)
- Alexandrium I (Rotterdam, 245)
- Akmerkez Gyo (Istanboel, Turkije, 186)
- Mondeville 2 (Caen, Frankrijk, 150)
- Grandernilla (Modena, Italië, 139)
- Maremagnum, (Barcelona, Spanje 121)

Het bezit van Corio in Nederland was geconcentreerd in de driehoek Rotterdam-Arnhem-Alkmaar. In deze driehoek bevond zich circa driekwart van het bezit in Nederland. De Top-10 bezittingen van Corio in Nederland waren:
- Hoog Catharijne (Utrecht)
- Alexandrium (Rotterdam)
- Villa Arena (Amsterdam)
- City Plaza (Nieuwegein)
- Pieter Vreedeplein (Tilburg)
- Middenwaard (Heerhugowaard)
- Stationade / Stationstraat (Almere)
- In de Bogaard (Rijswijk)
- Presikhaaf (Arnhem)
- Emiclaer (Amersfoort)

Nota bene: het Corio Center Heerlen is genoemd naar Coriovallum, de Romeinse naam voor Heerlen, maar was geen bezit van Corio.

## Overname door Klépierre
Op 29 juli 2014 bracht de Franse vastgoedbeleggingsmaatschappij Klépierre een bod uit op Corio. Aandeelhouders kregen per 1 aandeel Corio 1,14 aandeel Klépierre. De totale waarde van het bod op de aandelen was circa 4 miljard euro. Na de overname kreeg de combinatie bezittingen ter waarde van 21 miljard euro en een beurswaarde van ruim 10 miljard euro. De synergievoordelen van de samenwerking werden geschat op 60 miljoen euro, die naar verwachting binnen 3 tot 5 jaar zouden worden gerealiseerd. Het bestuur en de raad van commissarissen van beide bedrijven verleenden goedkeuring voor de combinatie, en ook grootaandeelhouder APG, met een belang van 30,6% in Corio. De combinatie kreeg een beursnotering op Euronext in zowel Parijs als Amsterdam. 
De overname is geëffectueerd op 31 maart 2015.

## Resultatengeschiedenis

Corio: Omzet en Winst 2009-2013

| Jaar | Omzet           | Winst            |
| ---- | --------------- | ---------------- |
| 2009 | € 390,8 miljoen | € 131,9 miljoen  |
| 2010 | € 451,6 miljoen | € 375,7 miljoen  |
| 2011 | € 460,3 miljoen | € 219,4 miljoen  |
| 2012 | € 475,6 miljoen | € 15,7 miljoen   |
| 2013 | € 462,2 miljoen | € −253,9 miljoen |